# دانکن فری
دانکن فری (انگلیسی: Duncan Free؛ زادهٔ ۲۵ مهٔ ۱۹۷۳) قایقران روئینگ اهل استرالیا بود.
وی در مسابقات کشوری و بین‌المللی در مجموع برندهٔ ۴ مدال طلا، ۳ مدال برنز شده‌است.